# Дашијел Хамет
Дашијел (или Дашил) Хамет (енгл. Dashiell Hammett, IPA:, рођен као Самјуел Дашијел Хамет 27. маја 1894. у округу Сент Мери у Мериленду, САД, умро 10. јануара 1961. у Њујорку, САД) је амерички књижевник, познат као аутор тврдокуваних (енгл. hard-boiled) детективских романа и приповедака смештених у доба Прохибиције, са организованим криминалом који влада на улици са једне стране, и корупцијом која влада у полицији са друге. Хамет је створио ликове приватних детектива Сема Спејда у роману Малтешки соко, Ника и Норе Чарлс у роману Мршавко, те Континентал Опа у романима Крвава жетва и Клетва Дејнових, као и лика из стрипова званог Тајни агент Икс-9 ког је осмислио заједно са Алексом Рејмондом.
Хамет се сматра једним од најбољих писаца мистерија свих времена“. У својој посмртници у Њујорк тајмсу, он је описан као „декан... 'тврдокуване' школе детективске фантастике. Тајм је уврстио Хаметов роман Црвена жетва из 1929. на своју листу 100 најбољих романа на енглеском језику објављених између 1923. и 2005. године. Године 1990, Удружење криминалистичких писаца одабрало је три од пет његових романа у своју листу 100 најбољих криминалистичких романа свих времена. Пет година касније, четири од пет његових романа ушла су у Топ 100 мистериозни романа свих времена по избору Америчких писаца мистерија. Његови романи и приче такође су имали значајан утицај на филмове, укључујући жанрове приватно детективске/детективске фикције, мистериозне трилере и филм ноар.

## Младост
Хамет је рођен у близини Грејт Милса на фарми „Hopewell and Aim“ у округу Сент Мери, у држави Мериленд,, од oca Ричарда Томаса Хемета и његове супруге Ен Бонд Дешијел. Његова мајка припадала је старој породици у Мериленду, чије је име на француском било Де Шел. Имао је старију сестру Аронију и млађег брата Ричарда млађег. Познат као Сем, Хамет је крштен као католик, и одрастао је у Филаделфији и Балтимору.
Напустио је школу када је имао 13 година и радио је неколико послова пре него што је радио за Националну детективску агенцију Пинкертон. Служио је као оперативац за Пинкертоне од 1915. до фебруара 1922. године, изузев периода током које је служио у Првом светском рату. Рекао је да је са Пинкертонима послат у Бјут, Монтана, током синдикалних штрајкова, иако неки истраживачи сумњају да се то заиста догодило. Улога агенције у разбијању штрајка на крају га је разочарала.
Хамет се пријавио у Армију Сједињених Држава 1918. године и служио је у Моторној амбуланти. У то време је био оболео од шпанског грипа, а касније је оболео од туберкулозе. Већину свог времена провео је у војсци као пацијент у болници Кушман у Такоми у Вашингтону, где је упознао медицинску сестру Џозефину Долан, са којом се оженио 7. јула 1921. у Сан Франциску.

## Брак и породица
Хамет и Долан су имали две ћерке, Мери Џејн (рођена 1921) и Џозефина (рођена 1926). Убрзо након рођења њиховог другог детета, медицинске сестре су обавестиле Долан да, због Хаметове туберкулозе, она и деца не би требало да живе са њим. Долан је изнајмила кућу у Сан Франциску, где би Хамет посећивао викендом. Брак се убрзо распао; међутим, наставио је да финансијски издржава своју жену и ћерке приходима које је остварио својим писањем.

## Каријера
Хамет је први пут објављен 1922. године у часопису The Smart Set. Познат по аутентичности и реализму свог писања, ослањао се на своја искуства као Пинкертонов оперативац. Хамет је већину своје детективске фантастике написао док је живео у Сан Франциску током 1920-их; улице и друге локације у Сан Франциску се често помињу у његовим причама. Рекао је да „већину својих ликова узимам из стварног живота.“ Његови романи су били међу првима који су користили дијалог који је звучао аутентично за то доба. „Не верујем човеку који каже када. Ако мора да пази да не пије превише, то је зато што му се не може веровати када то учини.“

### Новеле
- Red Harvest. New York: Alfred A. Knopf. 1929.
- The Dain Curse. New York: Alfred A. Knopf. 1930.
- The Maltese Falcon. New York: Alfred A. Knopf. 1930.
- The Glass Key. New York: Alfred A. Knopf. 1931.
- The Thin Man. New York: Alfred A. Knopf. 1934.

### Кратке приче са серијализованим ликовима
Сам Спејд
1. The Maltese Falcon (initially a 5 part serial from September 1929 to January 1930 in Black Mask)
2. "A Man Called Spade" (July, 1932, The American Magazine; also collected in A Man Called Spade and Other Stories)
3. "Too Many Have Lived" (October, 1932, The American Magazine; also collected in A Man Called Spade and Other Stories)
4. "They Can Only Hang You Once" (November 19, 1932, Collier's; also in A Man Called Spade and Other Stories)
5. "A Knife Will Cut for Anybody" (Unpublished fragment – posthumously published in The Hunter and Other Stories)

Ник и Нора Чарлс
1. The First Thin Man (November 4, 1975, City Magazine)
2. After the Thin Man (Screen story submitted to MGM September 17, 1935; first published in Return of the Thin Man)
3. Another Thin Man (Screen story submitted to MGM May 13, 1938; first published in Return of the Thin Man)
4. Sequel to the Thin Man (Screen story submitted to MGM December 7, 1938; first published in Return of the Thin Man)

### Друге кратке приче
- "The Parthian Shot", The Smart Set, October 1922
- "Immortality", 10 Story Book, November 1922
- "The Barber and His Wife", Brief Stories, December 1922
- "The Road Home", Black Mask December 1922
- "The Master Mind", The Smart Set, January 1923
- "The Sardonic Star of Tom Doody", Brief Stories, February 1923
- "The Vicious Circle", Black Mask June 1923
- "The Joke on Eoloise Morey", Brief Stories, June 1923
- "Holiday", New Pearsons, July 1923
- "The Crusader", The Smart Set, August 1923
- "The Green Elephant", The Smart Set, October 1923
- "The Dimple", Saucy Stories, October 1923
- "The Second-Story Angel", Black Mask, November 1923
- "Laughing Masks", Action Stories, November 1923
- "The Man Who Killed Dan Odams", Black Mask, January 1924
- "Itchy", Brief Stories, January 1924
- "Night Shots", Black Mask, February 1924
- "The New Racket", Black Mask, February 1924
- "Esther Entertains", Brief Stories, February 1924
- "Afraid of a Gun", Black Mask, March 1924
- "Who Killed Bob Teal?", True Detective Mysteries, November 1924
- "Nightmare Town", Argosy All-Story Weekly, December 1924
- "Another Perfect Crime", Experience, January 1925
- "Ber-Bulu", Sunset, March 1925
- "Ruffian's Wife", Sunset, October 1925
- "The Glass That Laughed", True Police Stories, November 1925
- "The Assistant Murderer", Black Mask, February 1926
- "The Advertising Man Writes a Love Letter", Judge, February 1927
- "The Diamond Wager", Detective Fiction Weekly, October 1929
- "On the Way", Harper's Bazaar, March 1932
- "Woman in the Dark", Liberty April, 8, 15 and 22, 1933
- "Night Shade", Mystery League Magazine, October 1933
- "Albert Pastor at Home", Esquire, Autumn 1933
- "Two Sharp Knives", Collier's, January 1934
- "His Brother's Keeper", Collier's, February 1934
- "This Little Pig", Collier's, March 1934
- "A Man Named Thin", Ellery Queen's Mystery Magazine, March 1961
- "An Inch and a Half of Glory", posthumously published in The New Yorker, June 2013

### Филм

#### Сценарио
- Watch on the Rhine, 1943 (базирано на Hellman's play)[26]

#### Оригинална прича
- City Streets, 1931
- Mister Dynamite, 1935
- After the Thin Man, 1936
- Another Thin Man, 1939

### Чланци
- "The Great Lovers", The Smart Set, November 1922
- "From the Memoirs of a Private Detective", The Smart Set, March 1923
- "In Defence of the Sex Story", The Writer's Digest, June 1924
- "Three Favorites", Black Mask, November 1924, Short autobiographies of Francis James, Dashiell Hammett and C. J. Daly.
- "Vamping Sampson", The Editor, May 1925

#### О оглашавању
- „The Advertisement IS Literature”. Western Advertising. 9 (3): 35—36. октобар 1926.
- „Advertising Art isn't Art”. Western Advertising. 11 (5): 47—48. децембар 1927.
- „Have You Tried Meosis?”. Western Advertising. 11 (6): 60—61. јануар 1928.
- „The Literature of Advertising in 1927”. Western Advertising. 12 (1): 154—156. фебруар 1928.
- „The Editor Knows His Audience”. Western Advertising. 12 (2): 45—46. март 1928.

Examples of Hammett's advertising copy for the Albert S. Samuels Company, a San Francisco jewelers, are given in:
- Carne, Hugh (октобар 1927). „Making Retail Advertising Stand Out”. Western Advertising. 11 (3): 58—61, 82.

### Писма
- Layman, Richard; Rivett, Julie M., ур. (2001). Selected Letters of Dashiell Hammett: 1921–1960. Counterpoint Press. ISBN 978-1-582432-10-6.

### Дневни стрипови
- Secret Agent X-9. 1934. King Features Syndicate (објављен је у већини Вилијам Рандолф Херстових новина)

### Друге публикације
- Creeps by Night; Chills and Thrills. John Day, 1931. Anthology edited by Hammett.[27]
- The Battle of the Aleutians. Field Force Headquarters, Adak, Alaska, 1944. Text by Hammett and Robert Colodny. Illustrations by Harry Fletcher.
- Return of the Thin Man. Mysterious Press. 2012. ISBN 978-0-802120-50-2. . Screen treatments of After the Thin Man and Another Thin Man, edited by Richard Layman and Julie M. Rivett.

### Необјављене приче
Године 2011, уредник часописа Ендру Гули пронашао је петнаест до тада непознатих кратких прича Дашила Хамета у архиви Хари Рансом центра на Универзитету Тексас у Остину.

## Колекције

### Новеле
- The Dashiell Hammett Omnibus. New York: Alfred A. Knopf. 1935. Includes Red Harvest, The Dain Curse and The Maltese Falcon.
- The Complete Dashiell Hammett. New York: Alfred A. Knopf. 1942.
- Dashiell Hammett's Mystery Omnibus. New York: World Publishing. 1944. Includes The Maltese Falcon and The Glass Key.
- The Novels of Dashiell Hammett. New York: Alfred A. Knopf. 1965.
- Dashiell Hammett: Five Complete Novels. Avenel Books. 1980.
- Marcus, Steven, ур. (1999). Complete Novels. New York: Library of America. ISBN 978-1-883011-67-3.
- The Dain Curse: The Glass Key; and Selected Stories. Everyman's Library Contemporary Classics. New York: Alfred A. Knopf. 2007. ISBN 978-0-307266-69-9.